# 에릭 랭
에릭 랭(Eric Lange, 1973년 2월 19일 ~ )은 미국의 배우이다.

## 출연 작품

### 영화
- 윈드 리버 (2017) - 화이트허스트 박사 역
- 데이 시프트 (2022) - 랠프 시거 역

### 텔레비전
- 웨이코 (2018)